# And Then...Along Comes The Association
| Recensione   | Giudizio    |
| ------------ | ----------- |
| AllMusic     | [ 1 ]       |
| Sputnikmusic | 2.8 (Great) |
| Ondarock     | [ 3 ]       |

And Then...Along Comes The Association è il primo album discografico del gruppo musicale statunitense The Association, pubblicato dall'etichetta discografica Valiant Records nel luglio del 1966.
I brani compresi nell'album: Cherish e Along Comes Mary, furono pubblicati anche in formato singolo e si piazzarono nella Chart statunitense di Billboard The Hot 100 rispettivamente al primo ed al settimo posto.

## Tracce
Lato A
1. Enter the Young – 2:42 (Terry Kirkman)
2. Your Own Love – 2:19 (Gary Alexander, Jim Yester)
3. Don't Blame It on Me – 2:26 (Dick Addrisi, Don Addrisi)
4. Blistered – 1:45 (Ed Wheeler)
5. I'll Be Your Man – 2:45 (Russ Giguere)
6. Along Comes Mary – 2:30 (Tandyn Almer)

Lato B
1. Cherish – 3:25 (Terry Kirkman)
2. Standing Still – 2:43 (Ted Bluechel)
3. Message of Our Love – 3:56 (Curt Boettcher, Tandyn Almer)
4. Round Again – 1:48 (Gary Alexander)
5. Remember – 2:35 (Gary Alexander)
6. Changes – 2:30 (Gary Alexander)

Edizione CD del 2011, pubblicato dalla Cherry Red Records (CRNOW 25)
1. Enter the Young – 2:42 (Terry Kirkman)
2. Your Own Love – 2:19 (Gary Alexander, Jim Yester)
3. Don't Blame It on Me – 2:26 (Dick Addrisi, Don Addrisi)
4. Blistered – 1:45 (Ed Wheeler)
5. I'll Be Your Man – 2:45 (Russ Giguere)
6. Along Comes Mary – 2:30 (Tandyn Almer)
7. Cherish – 3:25 (Terry Kirkman)
8. Standing Still – 2:43 (Ted Bluechel)
9. Message of Our Love – 3:56 (Curt Boettcher, Tandyn Almer)
10. Round Again – 1:48 (Gary Alexander)
11. Remember – 2:35 (Gary Alexander)
12. Changes – 2:30 (Gary Alexander)
13. One Too Many Mornings – 2:55 (Bob Dylan) – Bonus Track - Non-LP 45
14. Forty Times – 2:20 (Terry Kirkman) – Bonus Track - Non-LP 45
15. Better Times – 2:37 (Curt Boettcher, Lee Mallory) – Bonus Track
16. Where Were You (I'll Be Your Man) – 2:56 (Russ Giguere) – Bonus Track - Alternate Mix
17. Along Comes Mary – 2:50 (Tandyn Almer) – Bonus Track - 45 Mix
18. Cherish – 3:15 (Terry Kirkman) – Bonus Track - 45 Mix
19. Enter the Young – 2:45 (Terry Kirkman) – Bonus Track - Withdrawn 45 Mix
20. Along Comes Mary – 2:52 (Tandyn Almer) – Bonus Track - Instrumental
21. Remember – 2:39 (Gary Alexander) – Bonus Track - Instrumental
22. Your Own Love – 2:24 (Gary Alexander, Jim Yester) – Bonus Track - Instrumental
23. Better Times – 2:50 (Curt Boettcher, Lee Mallory) – Bonus Track - Instrumental
24. Where Were You (I'll Be Your Man) – 2:48 (Russ Giguere) – Bonus Track - Instrumental

- Brani Bonus CD: One Too Many Mornings e Forty Times, prodotti da Barry De Vorzon

## Formazione
- Russ Giguere - voce, chitarra
- Gary Alexander - voce, chitarra
- Jim Yester - voce, chitarra, tastiere
- Terry Kirkman - voce, brass, woodwinds
- Brian Cole - voce, basso
- Ted Bluechel Jr. - voce, batteria

Musicista aggiunto
- Jerry Scheff - basso

Note aggiuntive
- Curt Boettcher - produttore (per la Our Productions)
- Registrazioni effettuate al G.S.P. Studios ed al Columbia Studios di Hollywood (California) nel giugno del 1966
- Gary Paxton e Pete Romano - ingegneri delle registrazioni
- Fred Poore - fotografia copertina album
- Peter Whorf - design e grafica album
- Phyllis Burgess - note retrocopertina album[6]